# ギターと孤独と蒼い惑星 (曲)
「ギターと孤独と蒼い惑星」（ギターとこどくとあおいほし）は、日本のテレビアニメ『ぼっち・ざ・ろっく！』の作中に登場するバンド・結束バンドによる配信シングル。2022年11月6日にサブスクリプションを含む配信開始した。

## 概要
テレビアニメ『ぼっち・ざ・ろっく!』第5話の挿入歌。
作詞はZAQ、作曲は音羽-otoha-、編曲はakkin。
2024年3月にはストリーム数が5,000万を超え、日本レコード協会がストリーミング認定でゴールド認定を行った。

## カバー
ZAQ - 2023年10月4日リリースの配信シングル『ギターと孤独と蒼い惑星 from CrosSing』に収録。作詞を担当したZAQによるセルフカバーで、カバーソングプロジェクト『CrosSing - Music＆Voice-』の楽曲としてのリリースとなる。